# Mateo II de Montmorency

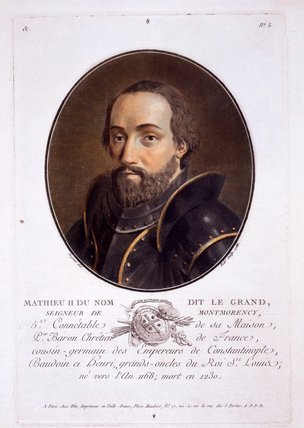
Grabado imaginativo de Mathieu II de Montmorency de 1788.

Mateo II o Mathieu II (m.el 24 de noviembre de 1230), llamado el Grande o el Gran Condestable, fue señor de Montmorency desde 1189 y condestable de Francia entre 1218 y 1230.
Mathieu era hijo de Burcardo V de Montmorency y Lauretta de Henao,  hija de Balduino IV de Henao. Sus abuelos paternos fueron Mathieu I de Montmorency, condestable de Francia y Alice FitzRoy, hija ilegítima de Enrique I de Inglaterra. Su padre murió en el sitio de Acre en 1189 o 1190 
Mathieu reemplazó a Albéric Clément, muerto en combate como mariscal de Francia en el asedio de Acre durante la Tercera Cruzada.  Tras su regreso sano y salvo de Tierra Santa, participó en la invasión de Normandía por Felipe Augusto, distinguiéndose en el asedio al castillo de Gaillard en 1204.  Su actuación fue crucial en la batalla de Bouvines en 1214,  donde capturó doce estandartes enemigos, lo que le permitió añadir doce o dieciséis águilas más al escudo de Montmorency.
En 1215, Mathieu tomó parte en la Cruzada Albigense, como condestable de Francia.  Al servicio del rey Luis VIII de Francia, tomó La Rochelle y otras ciudades a los ingleses en 1224.  Tras la muerte de Luis VIII murió en 1226, protegió los intereses del príncipe infante y de la reina regente Blanca de Castilla .
Mathieu murió en 1230, tras una campaña contra Anjou.

## Matrimonio e hijos
Mathieu II se casó en 1193 con Gertrudis de Soissons,  hija de Ralph, conde de Soissons.  Tuvieron:
- Gertrudis (fallecida en 1256), se casó con Simón III de Parroye y más tarde con Thierry le Diable, hijo de Federico I de Lorena.
- Burcardo VI de Montmorency (m. en 1243) sucedió a su padre como señor de Montmorency [5]
- Matías (fallecido el 12 de febrero de 1250 en la batalla de Al Mansurah, Egipto), casado con María de Ponthieu.
- Juan, señor de Roissy (1226-1236)

Después de la anulación de su primer matrimonio, Matthieu II se volvió a casar con Emma de Laval (1200-1264), hija y heredera de Guy V de Laval .  Fueron padres de:
- Guido VII de Laval (1219-1265), sucedió a su madre como señor de Laval [7]
- Avoise, casada con Jacques de Château-Gontier
- Juana
- Alix ? , casada con Roger, señor de Rozoy (también muerto en la batalla de Al Mansurah)